# Beuvron-en-Auge
Beuvron-en-Auge is een gemeente in het Franse departement Calvados (regio Normandië) en telt 213 inwoners (2005). De plaats maakt deel uit van het arrondissement Lisieux.

## Geografie
Beuvron-en-Auge ligt in het Pays d'Auge. Het bevindt zich tussen Caen en Lisieux, ongeveer 15 km ten zuiden van de kust.
De oppervlakte van Beuvron-en-Auge bedraagt 9,8 km², de bevolkingsdichtheid is 21,7 inwoners per km².

## Geschiedenis
Beuvron-en-Auge was tot de 18e eeuw eeuwenlang eigendom van de familie Harcourt (zie lijst van graven van Harcourt), die er een kasteel had. Het kasteel is verwoest.

## Bezienswaardigheden

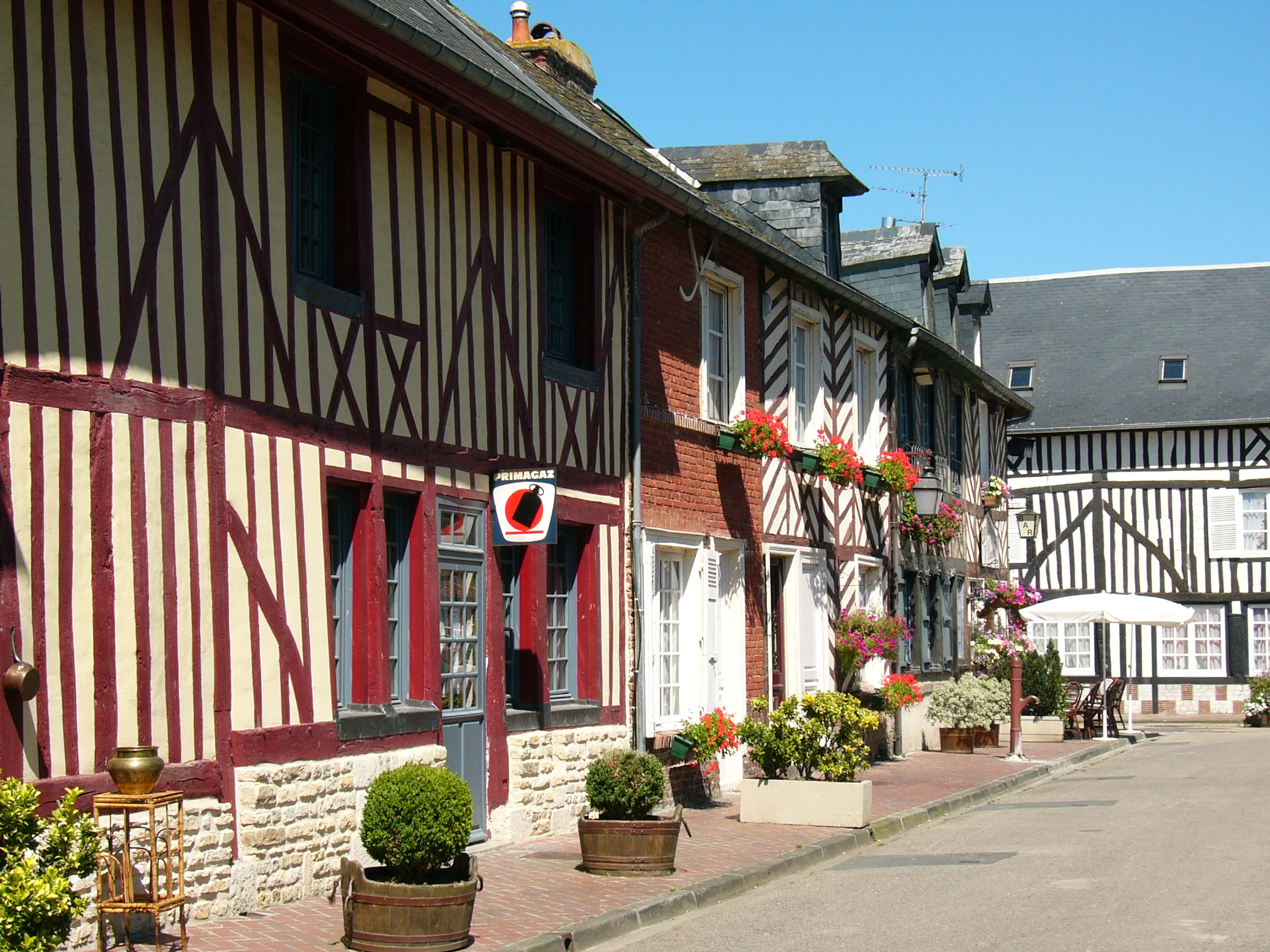
Vakwerkhuizen aan het marktplein

Beuvron-en-Auge is lid van Les plus beaux villages de France. Aan het marktplein en de straten eromheen bevinden zich meer dan 40 vakwerkhuizen uit de 17e en 18e eeuw. De houten markthal op het plein werd in de jaren 70 van de 20e eeuw gerestaureerd, waarna er enkele winkels in werden gevestigd. Het Vieux Manoir is een landhuis in vakwerk uit de 15e eeuw. De kerk van Beuvron dateert uit de 17e eeuw.

## Evenementen
- Geraniumfestival (mei)
- Ciderfestival (oktober)

De onderstaande kaart toont de ligging van Beuvron-en-Auge met de belangrijkste infrastructuur en aangrenzende gemeenten.
Beuvron-en-Auge is het begin en eindpunt van de Route du Cidre.

## Demografie
Onderstaande figuur toont het verloop van het inwonertal (bron: INSEE-tellingen).
Vanwege een beveiligingsprobleem met de MediaWiki Graph-software is het momenteel niet mogelijk deze grafiek weer te geven. Zodra de software is bijgewerkt zal de grafiek vanzelf weer zichtbaar worden.
(Sortering op regio > departement (vet) > gemeente)